# 蔣孝
蔣孝（1504年—？），字惟忠，直隸常州府武進縣人，民籍，明朝政治人物。

## 生平
嘉靖四年（1525年）乙酉科應天府鄉試第三十一名舉人。嘉靖二十三年（1544年）中式甲辰科會試第二百十名，登第二甲第七十四名進士。

## 家族
曾祖蔣賓；祖父蔣志；父蔣瓛，壽官。前母白氏；母馮氏。严侍下。兄節、堂、雲。